# Menglinghausen
Menglinghausen ist der Statistische Bezirk 69 und zugleich ein Stadtteil im Südwesten der kreisfreien Großstadt Dortmund. Er liegt im Stadtbezirk Hombruch.

## Geographie
Menglinghausen liegt etwa sechs Kilometer südwestlich der Dortmunder Innenstadt. Der Ort ist heute ein reiner Wohnvorort, der überwiegend durch Ein- bis Zweifamilienhäuser geprägt ist. Am östlichen Rand des Stadtteils stehen auch größere Mehrfamilienhäuser und die Hochhausgruppe im Bereich Am Spörkel. Am südwestlichen Ortsrand entstand in den 2000er Jahren das Baugebiet Menglinghausen-Süd, in welchem überwiegend Doppelhaushälften und Reiheneigenheime gebaut wurden.
Menglinghausen grenzt an die Stadtteile Barop, Eichlinghofen und Persebeck.

## Geschichte
Menglinghausen wurde erstmals im Jahre 1350 mit Henrikes van Mengerinchusen im Dortmunder Urkundenbuch erwähnt. 1368 wird Johan von Menglinghausen, der Märkische Richter zu Eichlinghofen, als Bewohner des heutigen Lennhofs im Urkundenbuch Clarenberg erwähnt. 1392 wurde der Ort in einem Lehnbuch toe Menghelinchusen in dem kerspele tho Eyklinchoven genannt.
Menglinghausen gehörte im Spätmittelalter und der Frühen Neuzeit in eigener Bauerschaft (Myngerinchuysen) im Kirchspiel Eichlinghofen und Amt Hörde (historisch) zur Grafschaft Mark. Laut dem Schatzbuch der Grafschaft Mark von 1486 hatten die fünf Steuerpflichtigen Hofbesitzer in der Bauerschaft zwischen 2 oirt und 6 Goldgulden an Abgabe zu leisten. Im Jahr 1705 waren in der Bauerschaft (Dorf Mengelinghausen) auch noch fünf Steuerpflichtige mit Abgaben an die Rentei Hörde im Kataster verzeichnet.
Die Deutung des Ortsnamens kann mit bei den Häusern der Leute des Meingēr’ umschrieben werden.
Zu Beginn der Industrialisierung war der Stadtteil ein bedeutender Bergbaustandort und beherbergte zunächst zahlreiche Kleinzechen, welche später von der Gewerkschaft Louise Tiefbau konsolidiert wurden. Heute zeugen nur die Reste einer Bergehalde von dieser Tradition.
Bis 1874 gehörte Menglinghausen zum Amt Lütgendortmund im Kreis Dortmund, seither zum Amt Barop im Landkreis Dortmund, ab 1887 zum Kreis Hörde. Im Jahr 1921 wurde Menglinghausen nach Barop eingemeindet.

## Die Zechen in Menglinghausen
Der Stollenbergbau in Menglinghausen geht etwa auf das Jahr 1771 zurück, Ein frühes Bergwerk im Kirchspiel war die Menglinghauser Zeche Holthausen. Sie entstand 1834 durch die Vereinigung der beiden Gruben Schönfelder Erbstollen und Frischgewagter Erbstollen. Aus den (überwiegend im heutigen Stadtteil Eichlinghofen gelegenen) Bergwerken Henriette, Hummelbank und Holthausen ging schließlich die Tiefbauzeche Kaiser Friedrich hervor. Sie wurde 1871 vom Bergisch-Märkischen Bergwerksverein in Dortmund mit einem Kapital von 4,2 Millionen Mark gegründet.
1883 wurde das Unternehmen in Gewerkschaft Baroper Steinkohlenbergwerke umgewandelt, die jedoch 1887 in Konkurs geriet. Eine neu gegründete Gewerkschaft Kaiser Friedrich übernahm 1888 die Zeche. Die Deutsch-Luxemburgische Bergwerks- und Hütten-AG, zu der bereits die Zechen Vereinigte Wiendahlsbank in Kruckel, Louise-Tiefbau in Barop und Glückauf-Tiefbau in Hombruch gehörten, rundeten 1901 ihren Besitz durch den Kauf der Zeche Kaiser Friedrich ab. Die Zahl der Arbeiter auf Zeche Kaiser Friedrich stieg von 841 im Jahre 1900 auf fast 1500 im Jahre 1913. Die Zeche besaß eine Großkokerei mit 200 Öfen. 1913 kam eine Benzolfabrik hinzu. Zwischen Wiendahlsbank und Kaiser Friedrich bestand auf der 5. Sohle eine Verbindung und seit 1913 ein Durchschlag zur Zeche Louise.
Nach dem Ersten Weltkrieg fiel das Bergwerk Kaiser Friedrich dem großen Zechensterben im Dortmunder Süden zum Opfer. 1925 musste es stillgelegt werden. Zuletzt waren auf der Zeche rund 3600 Menschen beschäftigt. Das Grubenfeld kam unter Wasser, die Tagesanlagen wurden bis auf die Kokerei abgebrochen. Diese blieb vorerst noch in Betrieb, sie bekam von der Zeche Minister Stein in Eving die Kohle. 1930 musste auch die Kokerei stillgelegt werden.

### Überreste der Zeche Kaiser Friedrich
Die ehemalige Waschkaue der Kokerei steht bis heute noch auf dem Gelände des Ponyhofes am  Sturmwald. Am Spörkel befindet sich auf einem Privatgelände ein See, der mit Grubenwasser (Grundwasser) gespeist wird. Dieser See entstand in den 50er Jahren durch Bergsenkungen.

## Bevölkerung
Zum 31. Dezember 2024 lebten 3.030 Einwohner in Menglinghausen.
Struktur der Menglinghauser Bevölkerung:
- Bevölkerungsanteil der unter 18-Jährigen: 18,9 % [Dortmunder Durchschnitt: 16,2 % (2018)][7]
- Bevölkerungsanteil der mindestens 65-Jährigen: 16,2 % [Dortmunder Durchschnitt: 20,2 % (2018)][8]
- Ausländeranteil: 12,7 % [Dortmunder Durchschnitt: 22,3 % (2024)][9]
- Arbeitslosenquote: 7,6 % [Dortmunder Durchschnitt: 11,0 % (2017)][10]

Das durchschnittliche Einkommen in Menglinghausen liegt ca. 20 % über dem Dortmunder Durchschnitt.

## Bevölkerungsentwicklung
| Jahr | Einw. |
| ---- | ----- |
| 1858 | 130   |
| 1987 | 2454  |
| 2003 | 2910  |
| 2008 | 3088  |
| 2013 | 3144  |
| 2016 | 3143  |
| 2018 | 3131  |
| 2020 | 3111  |
| 2022 | 3078  |
| 2023 | 3060  |
| 2024 | 3030  |

## Anbindung an der öffentlichen Personennahverkehr
Dortmund Menglinghausen ist mit folgenden Buslinien zu erreichen.
- 446 Hombruch – Menglinghausen – Salingen (Mo–Sa)
- 448 Löttringhausen – Hombruch – Barop – Menglinghausen – Witten-Rüdinghausen (Mo–So)
- 449 Zoo – Hombruch – Menglinghausen – Eichlinghofen – Salingen (Mo–So)
- 449 Menglinghausen Hellenbank – Hombruch – Zoo (Mi/Sa)

## Vereine
- In Menglinghausen gibt es einen Reitverein mit Pferdehof und Reithalle.
- Der Erlebnispädagogische Verein Erlebt was e. V. nutzt das Zechengelände Kaiser Friedrich.[11]